# Паради, Ванесса
Ване́сса Шанта́ль Паради́ (фр. Vanessa Chantal Paradis, 22 декабря 1972) — французская киноактриса, певица и фотомодель.

## Биография
Родилась 22 декабря 1972 года в парижском пригороде Сен-Мор-де-Фоссе (департамент Валь-де-Марн) в семье режиссёров Андре и Коринн Паради. Сестра — Элиссон Паради. С детства Ванесса увлекалась пением и танцами. Её семья занималась шоу-бизнесом, и по инициативе своего дяди, актёра и продюсера Дидье Пейна (фр. Didier Pain), уже в семь лет девочка появилась на французском телевидении на телеконкурсе «L'école des fans» «Jolie». В 1987 году, в 14 лет, Ванесса получила европейскую известность с песней «Таксист Джо» («Joe le taxi»). В следующем году вышел её не менее успешный дебютный альбом M & J, ставший платиновым.
В 1989 году Ванесса дебютировала в кино в главной женской роли в фильме «Белая свадьба» Жана-Клода Бриссо. После этого Ванесса не снималась в кино пять лет. В 1990 году вышел её альбом «Variation Sur Le Même T’aime», ставший последней крупной работой Сержа Генсбура, затем «Vanessa Paradis» (1992), «Vanessa Paradis Live» (1994). Одновременно Ванесса подписала контракт с компанией Chanel и начала карьеру фотомодели, рекламируя духи «Коко».
В 1995 году она снова появилась на экранах — в фильме «Элиза» Жана Беккера вместе с Жераром Депардьё. В этом проекте Ванесса гораздо жёстче контролировала свой имидж, хотя не стыдилась своих эротических сцен:

Я нахожу их красивыми и трогательными. Секс — важная движущая пружина этой истории, и мы понимали, что без этого не обойтись— признавалась она
В 1997 году актриса принимается за комедийные роли и снимается в мистической комедии «Колдовская любовь» Рене Манзони вместе с Жаном Рено. В 1998 году — в фильме «Один шанс на двоих» Патриса Леконта, её партнёры здесь Жан-Поль Бельмондо и Ален Делон. Патрис продолжает работать с Ванессой, и в 1999 году выходит «Девушка на мосту» с афишами «Ванесса Паради и Даниэль Отей».
В 2000 году был выпущен новый альбом певицы «Bliss», за которым последовало турне «Vanessa Paradis au Zenith».
В 2004 году Ванесса вернулась в кино, сыграв в фильме «Атомный цирк, возвращение Джеймса Батая» братьев Пуаро. В 2005 году она участвует в первом фильме Сержа Фрайдмана, сценариста «Девушки на мосту», под названием «Мой ангел». В том же году, Ванесса принимает участие в озвучивании анимационного фильма «Волшебное приключение».
В 2005 году Ванесса Паради и Джонни Депп работали над совместным проектом — фильмом «Человек, который убил Дон Кихота», в котором Ванесса Паради должна была исполнять роль Дульсинеи, а Джонни Депп — Духа Короля. Однако из-за многочисленных проблем съёмки фильма не были завершены.
В 2007 году вышел новый альбом Ванессы «Divinidylle».

### Личная жизнь
В 1998—2014 годы Ванесса состояла в фактическом браке с актёром Джонни Деппом. У бывшей пары есть двое детей — дочь Лили-Роуз Мелоди Депп (род. 27 мая 1999) и сын Джон Кристофер «Джек» Депп (род. 9 апреля 2002).
С 30 июня 2018 года Ванесса замужем за режиссёром Самюэлем Беншетри, с которым она встречалась 19 месяцев до их свадьбы.

## Избранная фильмография
| Год  |    | Русское название                         | Оригинальное название                       | Роль                                                                          |
| ---- | -- | ---------------------------------------- | ------------------------------------------- | ----------------------------------------------------------------------------- |
| 1989 | ф  | Белая свадьба                            | Noce Blanche                                | Матильда Тесье                                                                |
| 1995 | ф  | Элиза                                    | Élisa                                       | Мари Демулен                                                                  |
| 1997 | ф  | Колдовская любовь                        | Un amour de sorcière                        | Моргана                                                                       |
| 1998 | ф  | Наслаждение                              | Le plaisir (et ses petits tracas)           | озвучивание                                                                   |
| 1998 | ф  | Один шанс на двоих                       | Une chance sur deux                         | Элис Томасо                                                                   |
| 1999 | ф  | Девушка на мосту                         | La fille sur le pont                        | Адель                                                                         |
| 2004 | ф  | Атомный цирк: Возвращение Джеймса Баттла | Atomik Circus — Le retour de James Bataille | Кончия                                                                        |
| 2004 | ф  | Мой ангел                                | Mon ange                                    | Колет                                                                         |
| 2005 | мф | Волшебное приключение                    | Pollux, le manège enchanté                  | Марго                                                                         |
| 2006 | тф | Розовый солдат                           | Le Soldat Rose                              | Made in Asia                                                                  |
| 2007 | ф  | Ключ                                     | La clef                                     | Сесилия                                                                       |
| 2010 | ф  | Сердцеед                                 | L'arnacoeur                                 | Жюльетт                                                                       |
| 2011 | мф | Монстр в Париже                          | Un monstre à Paris                          | Люсиль                                                                        |
| 2011 | ф  | Кафе де Флор                             | Café de flore                               | Жаклин                                                                        |
| 2012 | ф  | Фламинго Дубая                           | Dubaï Flamingo                              | Джекки                                                                        |
| 2012 | ф  | Мои мелкие поступки                      | Je me suis fait tout petit                  | Эмманюэль                                                                     |
| 2012 | ф  | Корнуаль                                 | Cornouailles                                | Одиль                                                                         |
| 2013 | ф  | Под маской жиголо                        | Fading Gigolo                               | Авигаиль https://ru.m.wikipedia.org/wiki/%D0%90%D0%B2%D0%B8%D0%B3%D0%B5%D1%8F |
| 2014 | ф  | Рио, я люблю тебя                        | Rio, Eu Te Amo                              |                                                                               |
| 2014 | ф  | Красотки в Париже                        | Sous les jupes des filles                   | Роуз                                                                          |
| 2016 | ф  | Йоганутые                                | Yoga Hosers                                 | мисс Морис                                                                    |
| 2017 | ф  | Иней                                     | Frost                                       | французская журналистка                                                       |
| 2018 | ф  | Семейная фотография                      | Photo de famille                            | Габриэль                                                                      |
| 2018 | ф  | Нож в сердце                             | Un couteau dans le cœur                     | Анна                                                                          |

## Дискография
- 1988 — M & J, (Этьен Рода-Гил и Франк Лангольф). Известные песни: Joe le taxi, Marilyn et John, Maxou.
- 1990 — Variations sur le même t’aime (Серж Генсбур). Известные песни: Tandem, Dis-lui toi que je t’aime.
- 1992 — Vanessa Paradis (Ленни Кравиц). Известные песни: Sunday mondays, Natural high.
- 1994 — Vanessa Paradis Live
- 2000 — Bliss. Известная песня: Commando
- 2001 — Vanessa Paradis au Zénith
- 2007 — Divinidylle
- 2008 — Divinidylle Tour
- 2009 — Best of Vanessa Paradis
- 2010 — Une nuit à Versailles
- 2013 — Love songs
- 2018 — Les sources

## Награды и номинации
| Награда                                              | Год  | Категория                         | Фильм            | Итог      |
| ---------------------------------------------------- | ---- | --------------------------------- | ---------------- | --------- |
| Сезар                                                | 1990 | Самая многообещающая актриса      | Белая свадьба    | Победа    |
| Сезар                                                | 2000 | Лучшая актриса                    | Девушка на мосту | Номинация |
| Премия Роми Шнайдер                                  | 1990 |                                   |                  | Победа    |
| Международный фестиваль романтического кино в Кабуре | 2012 | Golden Swann                      |                  | Победа    |
| Джини                                                | 2012 | Лучшая актриса                    | Кафе де Флор     | Победа    |
| Jutra Awards                                         | 2012 | Лучшая актриса                    | Кафе де Флор     | Победа    |
| Vancouver Film Critics Circle                        | 2012 | Лучшая актриса в канадском фильме | Кафе де Флор     | Номинация |